# حامول كوستاريكي
حامول كوستاريكي (الاسم العلمي:Cuscuta costaricensis) هو نوع نباتي يتبع جنس الحامول من الفصيلة المحمودية.